# Odsherred Zoo
Odsherred Zoo Rescue, er Danmarks første og eneste zoo og rescuecenter for eksotiske dyr, og ligger ved Asnæs i Odsherred på Sjælland.
Parken fylder 14 tønder land land og har ca. 600 dyr fordelt på 100 dyrearter.
Odsherred Zoo har specialiseret sig i hold af små aber.